# Tyler Mitchell (Fotograf)
Tyler Mitchell (* 12. April 1995 in Atlanta, Georgia) ist ein US-amerikanischer Fotograf. Seine Arbeit umfasst Modefotografie, künstlerische Fotografie und Filmprojekte, die sich sowohl mit autobiografischen Bezügen als auch mit dem Thema der Identität auseinandersetzen.

## Leben und Werk
Mitchell wuchs in Marietta im Nordwesten von Atlanta auf. Er besuchte die The Westminster Schools in Atlanta und kaufte sich, als er in der neunten Klasse war, eine Canon-Kamera. Im Selbststudium lernte Mitchell Skateboard-Videos zu drehen. 
2015 veröffentlichte er sein erstes Buch „El Paquete“, das während eines sechswöchigen Aufenthalts in der kubanischen Hauptstadt Havanna entstand und das Skateboard-Leben sowie die Architektur in Havanna dokumentiert. 
Mitchell besuchte die Tisch School of the Arts an der New York University und studierte bei Deborah Willis Film- und Fernsehkameratechnik. 2017 machte er dort seinen Abschluss. In seinem ersten Studienjahr drehte Mitchell Musikvideos für den Rapper Kevin Abstract. Mitchell wurde in seinen Anfängen von Spike Jonze inspiriert und nennt Ryan McGinley und Larry Clark als frühe Einflüsse.
Größere Bekanntheit erlangte er, als er Beyoncé für das Cover der Septemberausgabe 2018 der Vogue fotografierte. Er war der erste Afroamerikaner und einer der jüngsten Fotografen, der das Cover der amerikanischen Vogue fotografierte. 
2019 erwarb die National Portrait Gallery eines seiner Beyoncé Porträts für ihre ständige Sammlung. Vom 19. April bis zum 5. Juni 2019 fand im Foam Fotografiemuseum Amsterdam seine erste Einzelausstellung mit dem Titel „I Can Make You Feel Good“ statt, in der Videoarbeiten, Fotografien und Installationen von Mitchell gezeigt wurden. Die Ausstellung war danach im International Center of Photography zu sehen. 2020 erschien seine Monographie „I Can Make You Feel Good“. 2021 folgte die Ausstellung „Idyllic Space“ im High Museum of Art in seiner Heimatstadt Atlanta. 
Vom 1. Juni bis 4. September 2024 findet im C/O Berlin mit „Wish This Was Real“ seine erste Einzelausstellung in Deutschland statt.